# Буйткус, Орестас
Орестас Буйткус (лит. Orestas Buitkus; 11 апреля 1975, Клайпеда, Литовская ССР, СССР) — литовский футболист, полузащитник.

## Карьера
Начал профессиональную карьеру в клайпедском «Сириюсе», играл в высшем дивизионе чемпионата Литвы. В 1994 году перешёл в «ФБК Каунас».
В 1997 году перешёл в калининградскую «Балтику». В её составе два сезона играл в высшем дивизионе чемпионата России, а также в Кубке Интертото 1998.
В 1999 году перешёл в латвийский клуб «Сконто» из Риги, в составе которого шесть раз стал чемпионом Латвии.
10 марта 2005 года было объявлено о переходе Буйткуса в казанский «Рубин».
В 2008 году выступал за «Банга». В сезоне 2009/10 играл в итальянской серии С2 за клуб «Изола», провёл четыре матча. В 2010 году вернулся в Литву, в клуб «Таурас».

## Карьера в сборной
Провёл 29 матчей за сборную Литвы, забил 6 голов.